# Закиров, Батир Иркинович
Батир Иркинович Закиров (род. 28 июля 1963 года) — министр строительства Узбекистана (с 2019 года), Заместитель Премьер-Министра Республики Узбекистан, руководитель комплекса по вопросам коммунальной сферы, транспорта, капитального строительства и стройиндустрии Республики Узбекистан(2011—2016). Председатель Государственного комитета Республики Узбекистан по архитектуре и строительству (2011—2018). Член Кабинета Министров Республики Узбекистан.

## Биография
Родился 28 июля 1963 года в городе Ташкенте. Окончил Ташкентский политехнический институт по специальности инженер-строитель.
В 1980 году начал трудовую деятельность в Ташкентском инструментальном заводе.
В 1985—1990 годах — работал в тресте «Ташсантехмонтаж» при Министерстве по монтажным и специальным делам.
В 1990 году перешёл в «12-трест» корпорации «Главташкентстрой» и там проработал с должности мастера вплоть до Председателя Правления.
С 2011 года по 2018 год был Председателем Государственного комитета Республики Узбекистан по архитектуре и строительству, также до 2016 года был заместителем Премьер-Министра Республики Узбекистан по вопросам строительства, транспорта и коммунального хозяйства.
В 2018 году Государственный комитет был преобразован в Министерство строительства и Закиров занял пост первого заместителя министра.
В феврале 2019 года Закиров назначен министром строительства.
С начала 2012 года является Президентом Федерации тяжёлой атлетики Узбекистана.
17 июля 2024 года покинул пост министра строительства и жилищно-коммунального обслуживания по состоянию здоровья, на должность временно назначен его первый заместитель Шерзод Хидоятов.